# Fort Orange (Ghana)
Pour les articles homonymes, voir Fort Orange.
Pour un article plus général, voir Forts et châteaux de Volta, d'Accra et ses environs et des régions centrale et ouest.
Fort Orange (néerlandais : Fort Oranje) est un ancien comptoir colonial fortifié situé à Sékondi, dans la Région occidentale du Ghana. Il fut un important lieu de la traite négrière sur la côte de l'Or, et fait partie depuis 1979 des forts de la côte ghanéenne inscrits sur la liste du patrimoine mondial de l'Unesco.

## Histoire

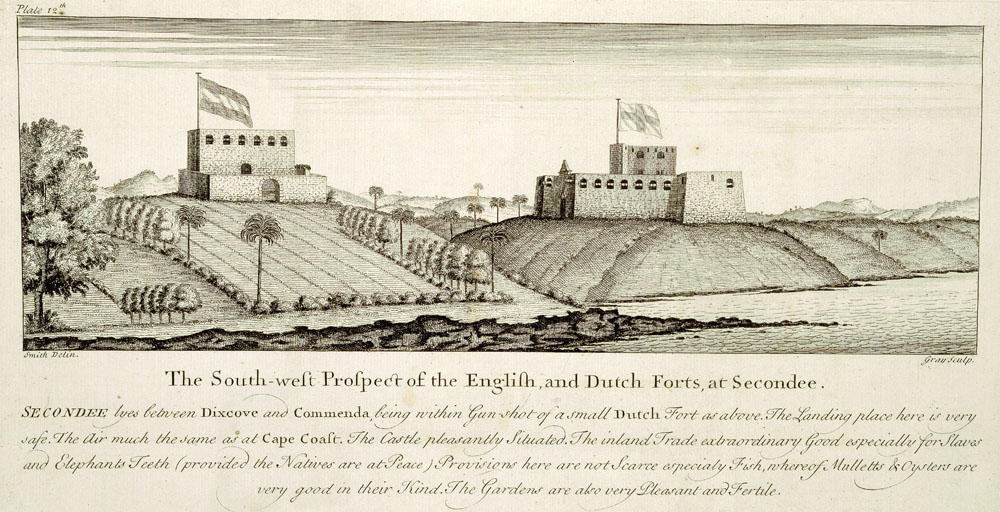
Les forts néerlandais (à gauche) et britannique (à droite).

En 1642, les Néerlandais construise un pavillon sur le site, dans ce qui est alors la Côte-de-l'Or néerlandaise.
À partir des années 1670, il fonctionne comme un poste de traite. En 1690, il est agrandi en fort, rejoint en cela par un le fort Sékondi en 1682 construit par les britanniques.
Le fort subit des attaques marquantes parmi lesquelles celle des Ahantas en septembre 1694. Après ces attaques, le fort est remodelé pour devenir une forteresse en 1704.
Il est vendu avec le reste des possessions néerlandaises au Royaume-Uni en 1872, et sert maintenant de phare. En raison de son importance historique dans le commerce entre l'Europe et l'Afrique, Fort Orange est inscrit sur la liste du patrimoine mondial de l'UNESCO en 1979 avec plusieurs autres forts au Ghana.

## Situation actuelle
Fort Orange servait autrefois de poste de guet, mais sert actuellement de base navale pour les ports et l'autorité portuaire du Ghana.

## Galerie

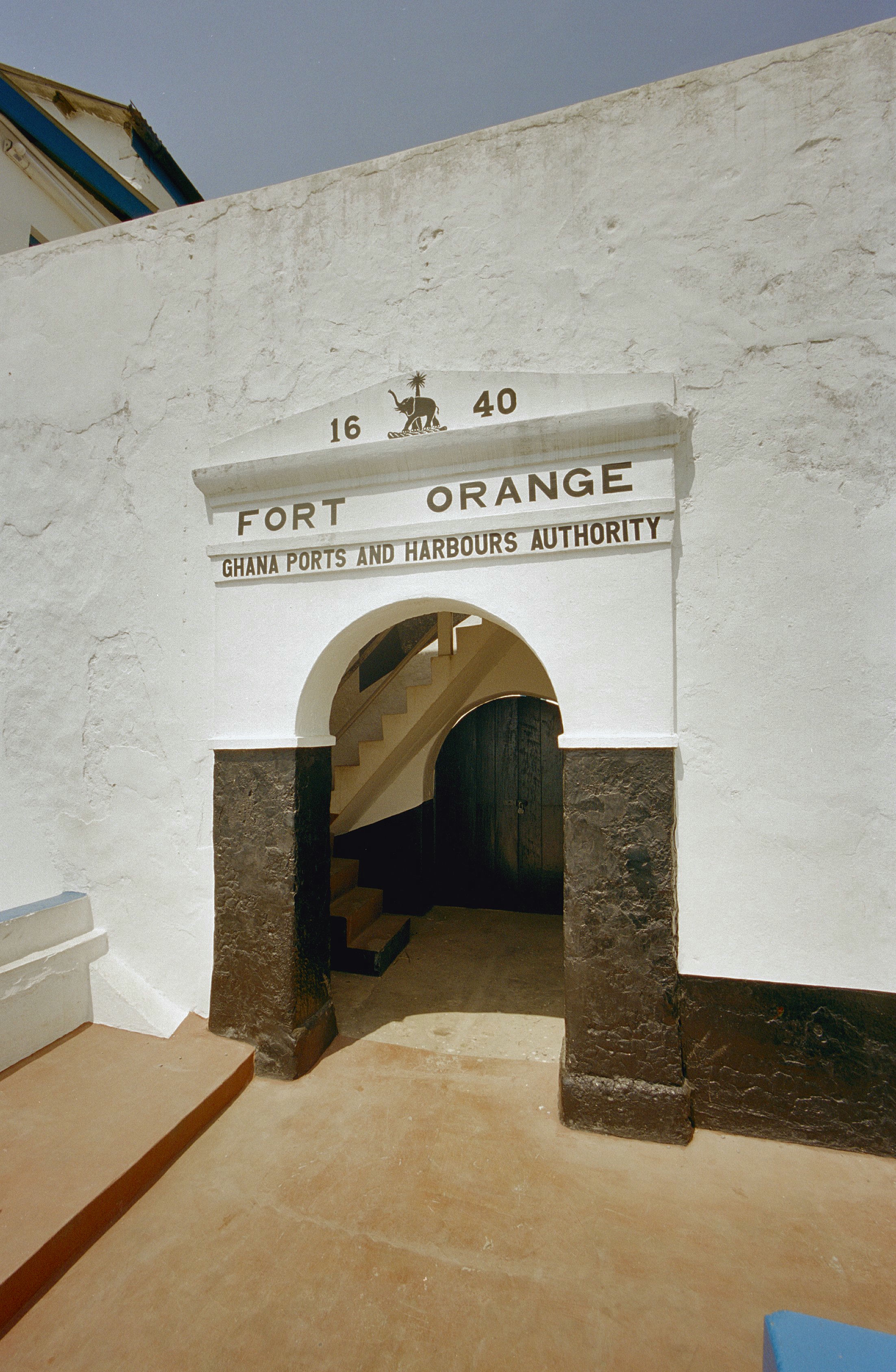
Entrée du Fort Orange avec date de construction
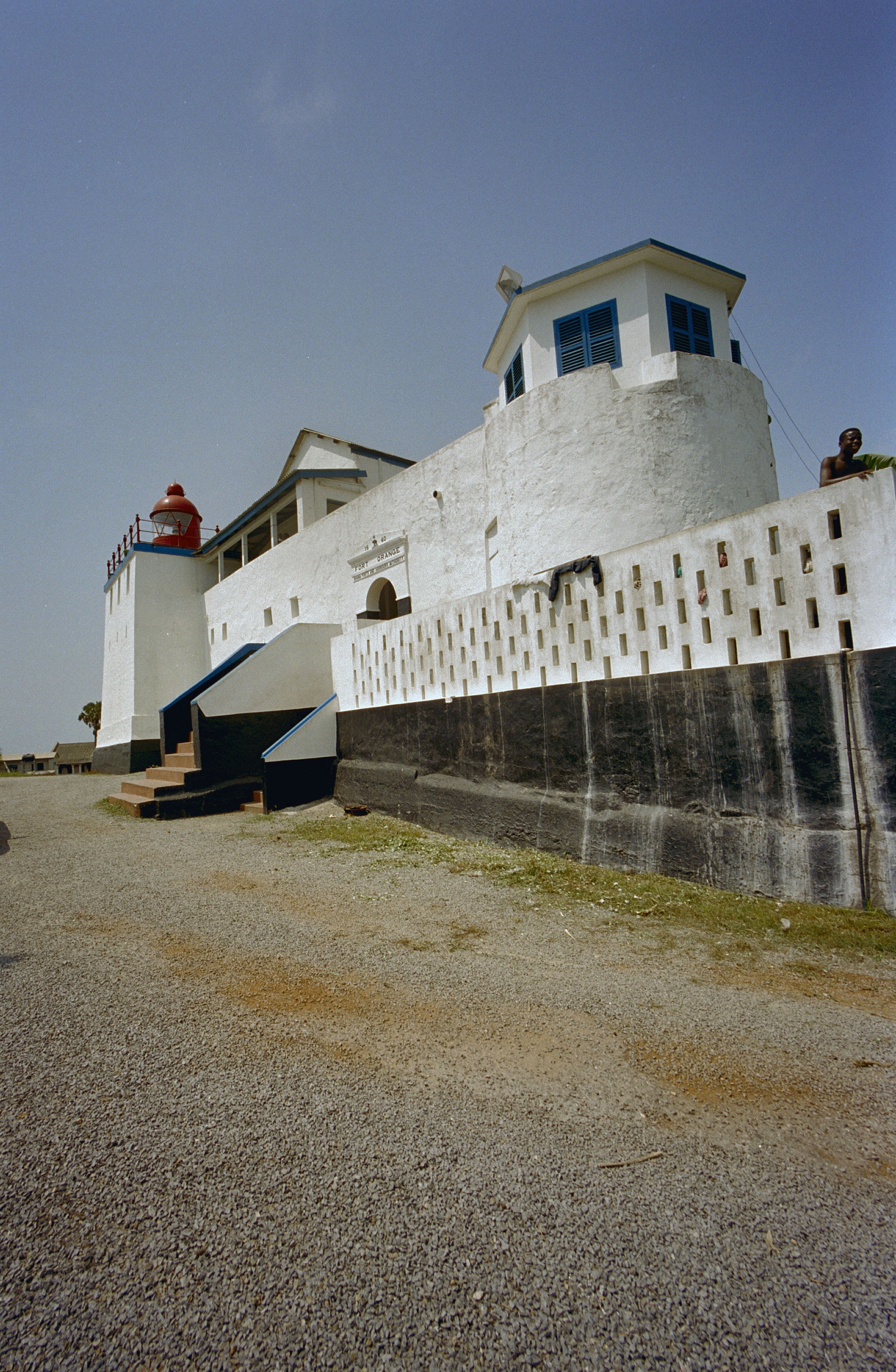
Vue de la partie exploitée comme phare
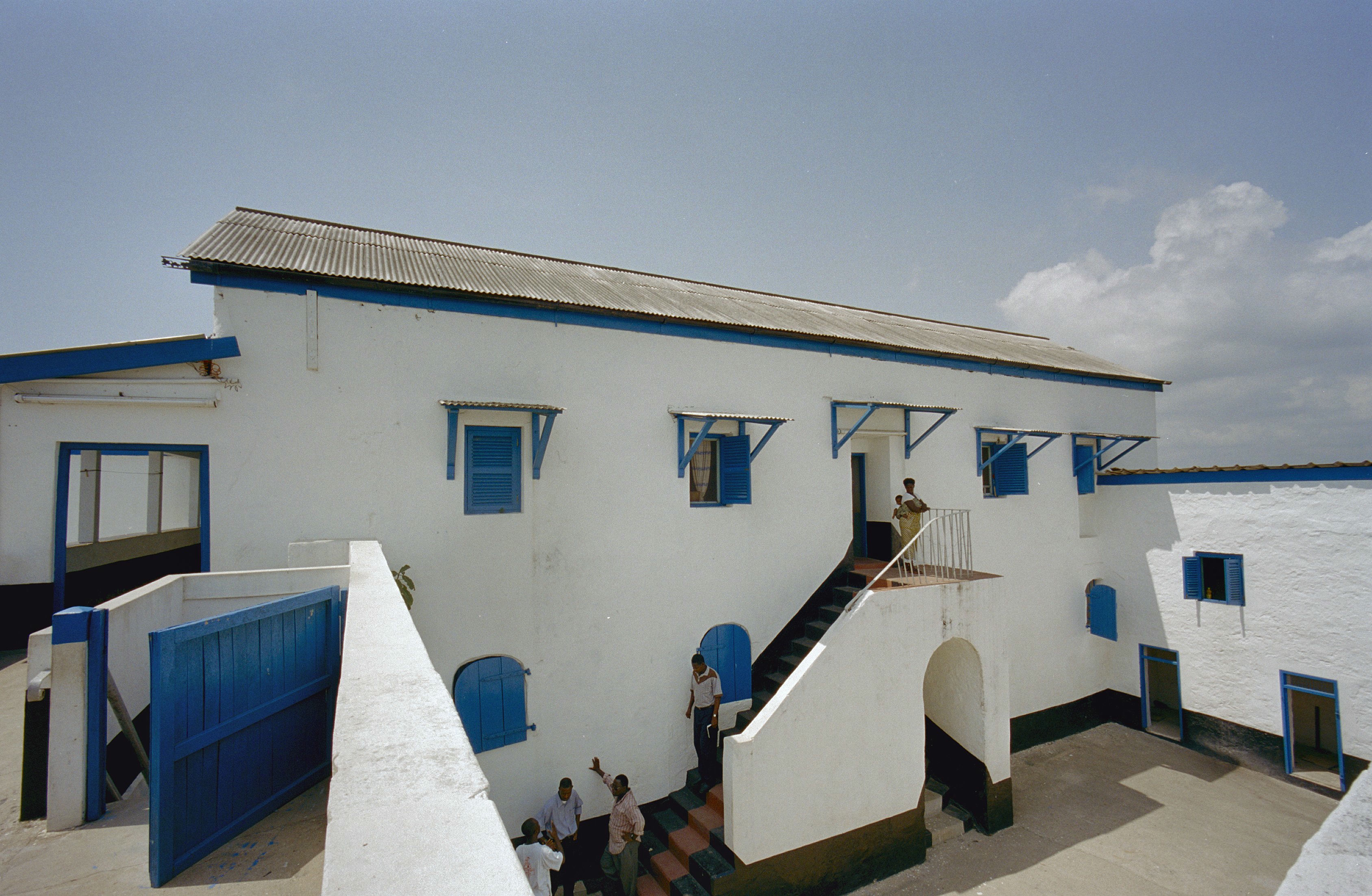
Vue de la cour intérieure
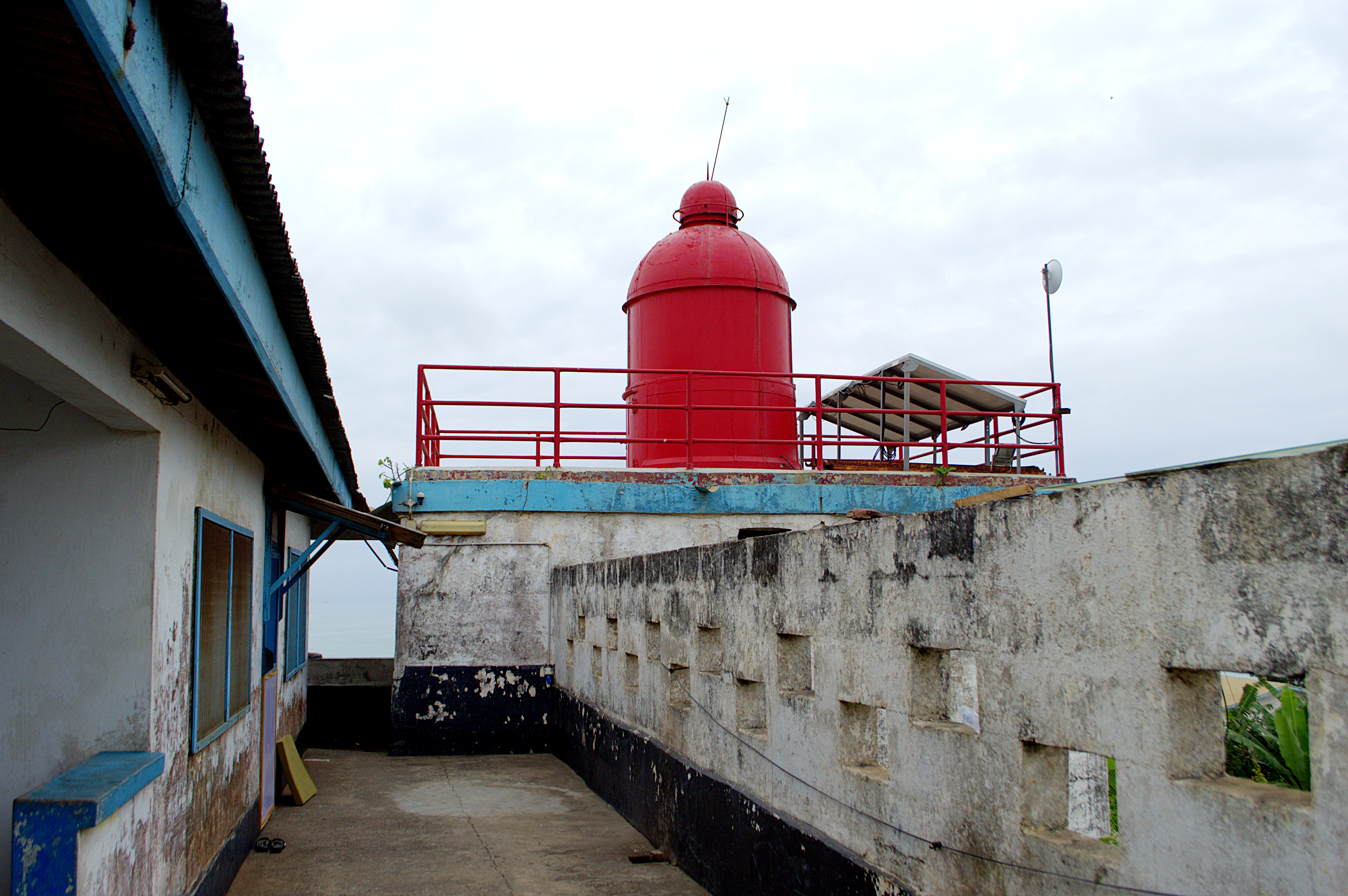
Vue depuis les murets
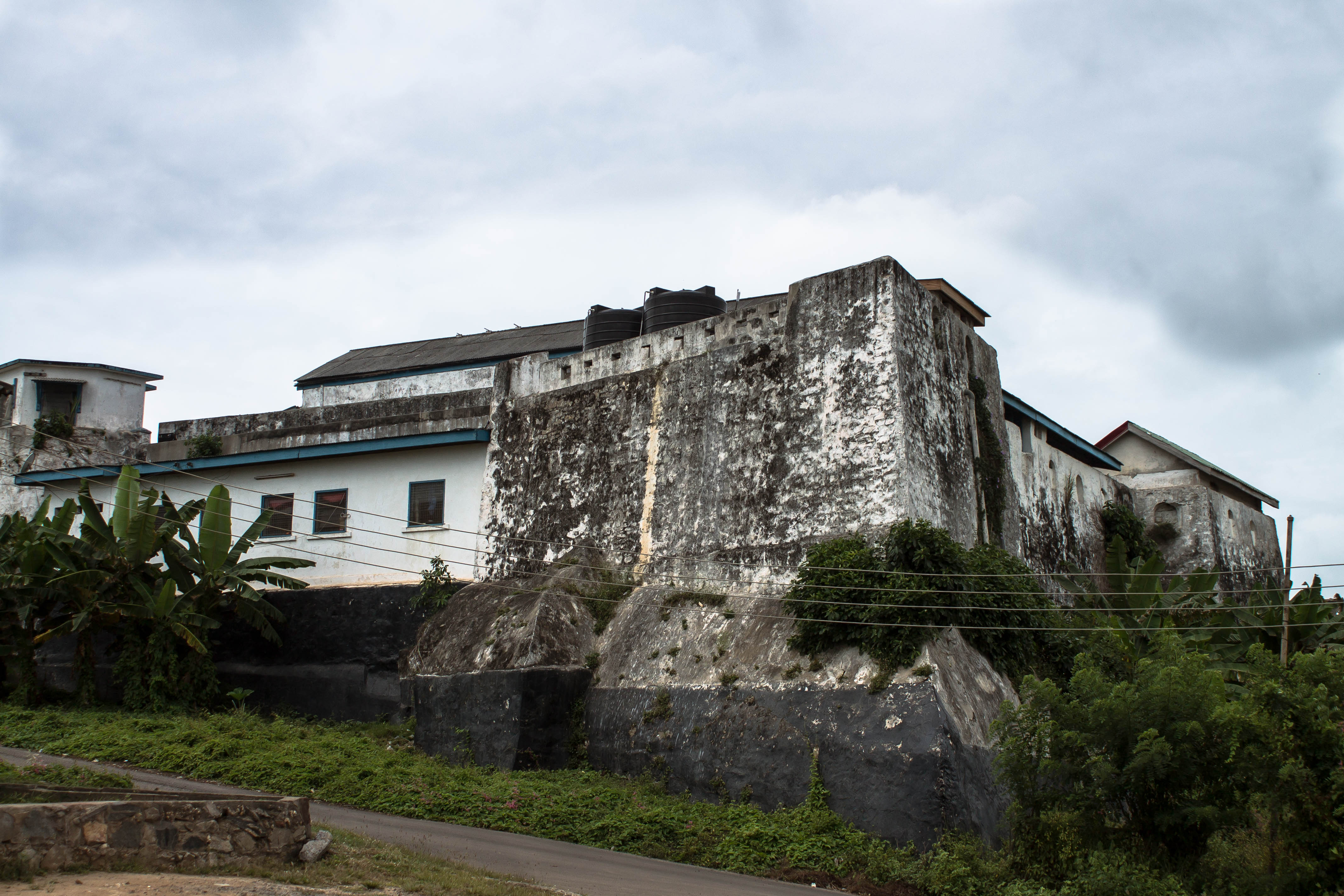
Vue d'ensemble depuis la plage